# گوستاو گوتنکینی
گوستاو گوتنکینی (انگلیسی: Gustav Gottenkieny; ۸ مهٔ ۱۸۹۶ – سپتامبر ۱۹۵۹) بازیکن فوتبال اهل سوئیس بود.
از باشگاه‌هایی که در آن بازی کرده‌است می‌توان به باشگاه فوتبال وینترتور و باشگاه فوتبال گراس‌هاپر زوریخ اشاره کرد.
وی همچنین در تیم ملی فوتبال سوئیس بازی کرده‌است.